# Klara Imervar
Klara Imervar (Vroclav, 21. јun 1870  — Berlin 2. maj 1915) bila je nemačka hemičarka, prva žena doktor nauka u Nemačkoj. Ostala je upamćena kao aktivni pacifista jer se protivila da se nauka koristi za hemijska oružja i kao borac za prava žena.
Udala se 1901. godine za, takođe hemičara, nobelovca Frica Habera. Brak, u kom je bila duboko nesrećna, nezadovoljna kako se njen suprug ophodi prema njoj i kako zloupotrebljava nauku u cilju razvijanja bojnih otrova, okončala je 1915. godine kada je počinila samoubistvo.

## Detinjstvo i obrazovanje
Klara Helen Imervar je rođena 21. juna 1870. godine na porodičnoj farmi Polkedorf, blizu Vroclava (tadašnja Istočna Pruska, teritorija današnje Poljske). Bila je najmlađe dete jevrejskih roditelja; otac joj je bio hemičar Filip Imervar, a majka Ana (rođena Kron). Imala je troje starijih braća i sestara, Eli, Rouz i Paula. Kada je Klara imala 20 godina, 1890. godine, njena majka Ana je preminula od kancera. Tada je njena sestra Eli, zajedno sa suprugom Sigfridom ostala na porodičnoj farmi, a Klara se sa ocem preselila u Vroclav.
Klara Imervar je studirala na Univerzitetu u Vroclavu, gde je 1900. godine dobila diplomu i doktorirala hemiju kod prof. Riharda Abega. Njena doktorska disertacija se zvala Doprinos rastvorljivosti slabo rastvornih soli žive, bakra, olova, kadmijuma i cinka, u originalu  . Bila je prva žena sa titulom doktorata na Univerzitetu u Vroclavu i to je dobila sa velikim pohvalama, tzv. magna cum laude. Drugim rečima, bila je među 10% najboljih studenata u generaciji.
Nakon što je doktorirala, postala je asistentkinja kod svog mentora, prof. Riharda Abega, što je u to vreme bila najviša pozicija koju je mogla dobiti jedna žena.

## Brak i karijera
Klara Imervar se udala za Frica Habera 1901. godine. Neposredno pre toga, prešla je u hrišćanstvo, 1897. godine. S obzirom na društveni položaj žena početkom 20. veka, te očekivanja da je ženi mesto kod kuće, njene mogućnosti da vrši istraživanja su bile ograničene. Radila je zajedno sa svojim suprugom, uglavnom prevodeći njegova dela na engleski jezik i radeći mu razne vrste proračuna, iako se njen doprinos nije uvažavao i prošao je nezapažen. Rodila je sina, Hermana Habera, 1. juna 1902. godine, jedino dete koje su imali iz tog braka.
Poverivši se svojoj prijateljici, Klara Imervar je u jednom od pisama izrazila duboko nezadovoljstvo svojom podređenom ulogom:
| „ | Oduvek sam smatrala da je život jedino vredan življenja samo ako je čovek iskoristio sve svoje sposobnosti i pokušao da živi svaku vrstu iskustva koje ljudski život može ponuditi. Upravo sam iz tog poriva, između ostalog, odlučila da se udam u to vreme... Život koji sam dobila iz toga je bio vrlo prolazan... i glavni razlog za to je bio Fricovo ugnjetavajući način da se postavi na prvo mesto u našem domu i braku, tako da je ličnost koja je manje samoasertivna jednostavno uništena. | ” |

Tokom Prvog svetskog rata, Fric Haber je postao čвrst pristalica nemačkih vojnih napora i odigrao je važnu ulogu u razvijanju hemijskog oružja (prvenstveno na polju bojnih otrova). Njegov rad i napori su kulminirali kada je bio nadzornik prve uspešne upotrebe oružja za masovno uništenje u ratnoj istoriji, 22. aprila 1915. godine, u Flandriji, Belgija. Klara Imervar se izjasnila kao izričiti protivnik istraživačkog rada njenog supruga, opisavši rečima da je to „izopačen ideal nauke” i da je u pitanju „znak varvarstva, kvareći samu disciplinu koja bi trebala da unese nova shvatanju u život”.

## Smrt
Uskoro nakon povratka njenog supruga iz rata, iz Belgije, Klara Imervar je počinila samoubistvo, pucavši suprugovim vojnim pištoljem sebi u grudi. Preminula je na rukama svog sina, 2. maja 1915. godine. Jutro nakon njene smrti, njen suprug Fric Haber je otišao na ratište, gde je bio izveden prvi gasni napad protiv Rusa na Istočnom frontu.
Njena smrt je prošla uglavnom nezapaženo. Šest dana nakon što je premunula, male lokalne novine Grunewald-Zeitung su izvestile da je „supruga dr H. u Dalemu, koji je trenutno na frontu, okončala svoj život pucavši u sebe. Razlozi za taj čin nesrećne žene nisu poznati.” Nema dokaza o urađenoj obdukciji. Šturo zabeležene okolnosti koje su propratile njenu smrt su rezultirale značajnim diskusijama i kontroverzama koji su bili razlozi suicida. Kao najverovatnije, ona je bila veliki protivnik rada svog supruga Frica, vezanim za bojne otrove, te da je on lično nadgledao prvu upotrebu gasovitog hlora tokom Druge bitke na Ipru, što je rezultiralo sa preko 67.000 žrtava.
Posmrtni pepeo Klare Imervar je nakon smrti njenog supruga 1934. godine, premešten iz Berlina u Bazel, kako bi bili sahranjeni zajedno. Nakon toga, njihov sin Herman Haber se preselio u SAD, gde je živeo do svoje smrti. Počinio je, takođe, samoubistvo 1946. godine. Ludvig („Luc”) Fric Haber (1921–2004), sin Frica Habera i njegove druge žene Šarlot, objavio je knjigu vezanu za istoriju bojnih otrova pod nazivom Otrovni oblak (1986).

## Klara u filmovima i knjigama
Brojni filmovi su inspirisani Fricovim i Klarinim odnosom. Kratkometražni film Haber, koji je napisao i režirao Danijel Ragusis 2008. godine, bavi se nekim problemima njihovog braka. Veće dobro (2008) koje je režirala Selia de Volf, po scenariju Džastina Hopera, predstavlja Klaru Imervar kao duboko pogođenu radom njenog supruga. Takođe njihovi životi su predstavljeni i u seriji Genije u prvoj sezoni. Godine 2014. je objavljen biografski film Klara Imervar, u režiji Harolda Siherica.
Takođe, život Klare Imervar je predstavljen u knjigama, Sastanak duhova autora Džudit Kler Mičel, kao i Kako sakriti carstvo: Istorija velikih SAD Danijela Imervara.

## Nagrada Klara Imervar
Nagrada koja nosi ime Klare Imervar (engl. Clara Immerwahr Award) se dodeljuje svake godine mladim uspešnim naučnicama od 2011. godine od strane UniSysCat (Unifying Systems in Catalysis) za podsticanje jednakosti i izvrsnosti u istraživanjima katalize. Za tu nagradu mogu da konkurišu mlade studentkinje post-doktorskih studija ili istraživači i predstavlja finansijsku podršku od 15.000 evra za pobednički istraživački projekat.

## Galerija
- Spomen-ploča na Klaru Imervar-Haber na Univerzitet u Vroclavu.
- Ulica koja nosi ime Klare Imervar u Kilu.
- Fric Haber, suprug Klare Imervar.

## Spoljašnje veze
- Kratka biografija Klare Imervar
- Klara Imervar na sajtu Jewish Women's Archive